# John Spencer (giocatore di snooker)
John Spencer (Radcliffe, 18 settembre 1935 – Bolton, 11 luglio 2006) è stato un giocatore di snooker inglese, professionista dal 1968 al 1992, tre volte campione del mondo (1969, 1971 e 1977) e vincitore del Masters 1975.

## Tornei vinti

### Titoli a squadre: 1
| Tipla Corona        | Tipla Corona |
| ------------------- | ------------ |
| Campionato mondiale | 3            |
| The Masters         | 1            |
| Totale              | 4            |

| Titoli Ranking      | Titoli Ranking | Titoli Ranking | Titoli Ranking |
| ------------------- | -------------- | -------------- | -------------- |
| Competizione        | Edizione       | Avversario     | Note           |
| Campionato mondiale | 1977           | Cliff Thorburn | [ 3 ]          |

| Titoli Non-Ranking                               | Titoli Non-Ranking           | Titoli Non-Ranking                       | Titoli Non-Ranking  |
| ------------------------------------------------ | ---------------------------- | ---------------------------------------- | ------------------- |
| Competizione                                     | Edizione                     | Avversario                               | Note                |
| Campionato mondiale                              | 1969, 1971                   | Gary Owen, Warren Simpson                | [ 4 ] [ 5 ]         |
| Pot-Black                                        | 1970, 1971, 1976             | Ray Reardon, Fred Davis, Dennis Taylor   | [ 6 ] [ 7 ] [ 8 ]   |
| Park Drive 2000                                  | 1971 (1), 1972 (1), 1972 (2) | Rex Williams, Alex Higgins, Alex Higgins | [ 9 ] [ 10 ] [ 11 ] |
| Stratford Professional                           | 1971                         | David Taylor                             |                     |
| Norwich Union Open                               | 1973, 1974                   | John Pulman, Ray Reardon                 | [ 12 ] [ 13 ]       |
| Ladbrokes Gala Event                             | 1974                         | Ray Edmonds                              |                     |
| World Plate Championship                         | 1974                         | John Pulman                              |                     |
| Jackpot Automatics                               | 1974                         | Alex Higgins                             |                     |
| International Park Drive Championship - Evento 3 | 1974                         | Ray Reardon                              |                     |
| The Masters                                      | 1975                         | Ray Reardon                              | [ 14 ]              |
| Benson & Hedges Ireland Tournament               | 1975, 1976                   | Alex Higgins, Alex Higgins               | [ 15 ] [ 16 ]       |
| Ashton Court Country Club Event                  | 1975                         | Alex Higgins                             |                     |
| Canadian Open                                    | 1976                         | Alex Higgins                             | [ 17 ]              |
| Pontins Professional                             | 1977                         | John Pulman                              | [ 18 ]              |
| Irish Masters                                    | 1978                         | Doug Mountjoy                            | [ 19 ]              |
| Castle Professional                              | 1978                         | Alex Higgins                             |                     |
| Holsten Lager International                      | 1979                         | Graham Miles                             | [ 20 ]              |
| Bombay International                             | 1979                         | Dennis Taylor                            | [ 21 ]              |
| The Classic                                      | 1980                         | Alex Higgins                             | [ 22 ]              |
| Australian Masters                               | 1980                         | Dennis Taylor                            |                     |

| Titoli a squadre   | Titoli a squadre  | Titoli a squadre | Titoli a squadre |
| ------------------ | ----------------- | ---------------- | ---------------- |
| Competizione       | Edizione/Team     | Avversario       | Note             |
| World Team Classic | 1981/ Inghilterra | Galles           |                  |

## Finali perse

### Titoli a squadre: 2
| Tipla Corona        | Tipla Corona |
| ------------------- | ------------ |
| Campionato mondiale | 1            |
| Totale              | 1            |

| Titoli Non-Ranking                               | Titoli Non-Ranking           | Titoli Non-Ranking                                                    | Titoli Non-Ranking                 |
| ------------------------------------------------ | ---------------------------- | --------------------------------------------------------------------- | ---------------------------------- |
| Competizione                                     | Edizione                     | Avversario                                                            | Note                               |
| Pot-Black                                        | 1969, 1974, 1984             | Ray Reardon, Graham Miles, Terry Griffiths                            | [ 23 ] [ 24 ] [ 25 ]               |
| International Park Drive Championship            | 1971                         | Ray Reardon                                                           |                                    |
| Park Drive 2000                                  | 1971 (2)                     | Ray Reardon                                                           | [ 26 ]                             |
| Men of the Midlands                              | 1972                         | Alex Higgins                                                          | [ 27 ]                             |
| Campionato mondiale                              | 1972                         | Alex Higgins                                                          | [ 28 ]                             |
| Stratford Professional                           | 1972                         | Alex Higgins                                                          |                                    |
| Pontins Professional                             | 1974, 1975, 1978, 1984, 1985 | Ray Reardon, Ray Reardon, Ray Reardon, Willie Thorne, Terry Griffiths | [ 29 ] [ 30 ] [ 31 ] [ 32 ] [ 33 ] |
| World Masters                                    | 1974                         | Cliff Thorburn                                                        |                                    |
| International Park Drive Championship - Evento 1 | 1974                         | Ray Reardon                                                           |                                    |
| International Park Drive Championship - Evento 2 | 1974                         | Ray Reardon                                                           |                                    |
| Canadian Open                                    | 1977                         | Alex Higgins                                                          | [ 34 ]                             |
| Forward Chemicals Tournament                     | 1979                         | Ray Reardon                                                           | [ 35 ]                             |
| Limosin International                            | 1979                         | Eddie Charlton                                                        | [ 36 ]                             |
| Australian Masters                               | 1981                         | Tony Meo                                                              | [ 37 ]                             |
| Highland Masters                                 | 1982                         | Ray Reardon                                                           | [ 38 ]                             |

| Titoli a squadre       | Titoli a squadre  | Titoli a squadre | Titoli a squadre |
| ---------------------- | ----------------- | ---------------- | ---------------- |
| Competizione           | Edizione/Team     | Avversario       | Note             |
| Ladbroke International | 1975/ Inghilterra | Resto del mondo  |                  |
| World Challenge Cup    | 1979/ Inghilterra | Galles           |                  |